# Doupě (časopis)
Doupě je český internetový časopis společnosti Czech News Center se zaměřením na videohry.

## Historie

### Tištěný časopis
Internetový časopis v letech 2004–2007 vycházel i v tištěné verzi a měl ambice se na českém trhu tištěných periodik ustálit. V roce 2007 mu ale začaly klesat prodeje, což vedlo nakonec k ukončení tištěné verze. V listopadu 2006 se prodalo 14 761 kusů obou verzí s DVD i bez DVD, v únoru 2007 už jen 11 462 a v dubnu 9875. Level se přitom celou dobu pohyboval okolo 25 tisíc prodaných výtisků.
Problém byl také s ekonomikou provozu časopisu. První vydané číslo bylo zdarma a i potom byla jeho cena nižší, než u konkurenčních titulů jako Level nebo Score. Právě nízká cena nedokázala kompenzovat vysoké náklady tisku i výroby DVD nebo poplatky za přibaléné plné hry, byť ty byly obvykle horší a tedy i levnější než u konkurence. Cena časopisu bez DVD se pohybovala v průběhu času mezi 29 a 49 Kč, s DVD 79 až 99 Kč, cena konkurence v té době byla kolem 200 Kč.
A roli při skončení tištěného časopisu sehrála i změna ve vedení společnosti Computer Press, která byla tehdy vydavatelem. Stanislav Konečný, který se stal generálním ředitelem namísto dosavadního Jiřího Havlenky, avizoval už před nástupem do funkce, že bude klást důraz na ziskovost titulů a nechá udělat jejich hloubkový ekonomický audit.
Většinu času byl šéfredaktorem tištěné verze Kamil Gric, který potom přešel do Xbox magazínu, a funkci převzal Jan Morkes. Poslední číslo 31 vyšlo 11. července 2007. S koncem papírové podoby bylo na podzim přislíbeno rozsáhlé rozšíření webové verze a změny designu.